# Tetrabutylammoniumiodid
Tetrabutylammoniumiodid ist eine quartäre Ammoniumverbindung.

## Eigenschaften und Reaktionen
Tetrabutylammoniumiodid kristallisiert im monoklinen Kristallsystem in der Raumgruppe C2/c (Raumgruppen-Nr. 15) mit den Gitterparametern a = 14,2806 Å; b = 14,1864 Å, c = 19,5951 Å und β = 111,149° sowie acht Formeleinheiten pro Elementarzelle.
Tetrabutylammoniumiodid katalysiert die allylische Sulfonierung von α-Methylstyrol und analogen Verbindungen mit anderen Arylgruppen durch Tosylhydrazid und tert-Butylhydroperoxid. Daneben katalysiert es auch viele weitere Reaktionen mit tert-Butylhydroperoxid, beispielsweise die Bildung von Peroxycarbonsäureestern aus Carbonsäuren, die Herstellung von Allylestern aus Alkenen und Carbonsäuren und die Herstellung von Carbonsäureamiden aus Aldehyden und Aminen.
Tetrabutylammoniumiodid wurde in experimentellen Solarzellen eingesetzt, die auf dem Redoxpaar Iodid / Triiodid basieren.